# Guiuganse
Guiuganse (em armênio: Գյուգանց; romaniz.: Gyuganc’), a antiga Gucana (em latim: Gucana; Գուկանք, Gukankʼ), é uma vila do distrito de Guevaxe, na província de Vã, na Turquia. Na Antiguidade, era sede do distrito (gavar) de Gucana, na província de Vaspuracânia do Reino da Armênia, que paralelamente era um dos territórios do principado de Restúnia da família Restúnio. Foi localizada in situ uma inscrição de três linhas do rei Arguisti II (r. 714–680 a.C.) do Reino de Urartu.